# Matelea capillacea
Matelea capillacea är en oleanderväxtart som först beskrevs av Fournier, och fick sitt nu gällande namn av J. Fontella Pereira och E.A. Schwarz. Matelea capillacea ingår i släktet Matelea och familjen oleanderväxter. Inga underarter finns listade i Catalogue of Life.